# Indigofera porrigens
Indigofera porrigens är en ärtväxtart som beskrevs av Luigi Aloysius Colla. Indigofera porrigens ingår i släktet indigosläktet, och familjen ärtväxter. Inga underarter finns listade i Catalogue of Life.